# زبرماهی تابناک فیلیپینی
زبرماهی تابناک فیلیپینی (نام علمی: Aulotrachichthys latus) نام یک گونه از سرده زبرماهی‌های تابناک است.